# Camponotus obliquipilosus
Camponotus obliquipilosus é uma espécie de inseto do gênero Camponotus, pertencente à família Formicidae.